# Hemigraphis rhytiphylla
Hemigraphis rhytiphylla là một loài thực vật có hoa trong họ Ô rô. Loài này được (Nees) Fern.-Vill. mô tả khoa học đầu tiên năm 1880.